# Alegeri locale în București, 2025
Alegerile locale anticipate din București urmează să aibă loc în toamna anului 2025, după ce fostul primar general Nicușor Dan a fost ales președinte al României. Scrutinul va desemna un nou primar general, în contextul lăsat de plecarea acestuia la Palatul Cotroceni.
În mai 2025, Dan Trifu, vicepreședinte al fundației Eco-Civica, o organizație dedicată protecției mediului și conservării spațiilor verzi din București, și-a anunțat intenția de a candida la funcția de primar general al Capitalei.
De asemenea, influencerul Makaveli, fost consilier parlamentar în cadrul partidului SOS România, a declarat că va candida la Primăria Capitalei în eventualitatea în care Nicușor Dan va fi ales președinte.
Tot în această perioadă, partidul SENS a anunțat că va desemna un candidat propriu pentru aceeași funcție. SENS, în cele din urmă, a anunțat că va susține candidatura Anei Ciceală la primăria generală a Municipiului București.
Și Vlad Gheorghe, fost europarlamentar și fondator al partidului DREPT, a confirmat că este "foarte interesat" de o candidatură la Primăria Capitalei. Vlad Gheorghe a fost printre primii care i-au cerut în mod public lui Nicușor Dan, încă din 6 decembrie 2024, să să candideze independent la președinția României și l-a susținut puternic pe întreaga perioadă a candidaturii sale.

### Candidați anunțați
| Nume                 | Născut/ă                             | Experiență în funcții publice | Afiliere și aprobare | Afiliere și aprobare                              |
| -------------------- | ------------------------------------ | --- | -------------------- | ------------------------------------------------- |
| Ana Ciceală          | 1984 (41 ani) Craiova                | Consilier general al Municipiului București (2016-2024) |                      | Alianța SENS-URS.PDF formată din: SENS și URS.PDF |
| Dan Trifu            | –                                    | |                      | Independent                                       |
| Octavian Berceanu    | 15 iulie 1976 (49 ani) București     | Comisar General al Gărzii Naționale de Mediu (martie-septembrie 2021) Consilier general al Municipiului București (2017-2020) Consilier local sector 6 (2016-2017) |                      | REPER                                             |
| Dan Cristian Popescu | 31 decembrie 1975 (49 ani) București | Deputat (2012-2016; 2020-prezent) Consilier local sector 2 (2016-2020)                                                                                             |                      | Independent                                       |

### Candidați posibili
| Nume                    | Născut/ă                                         | Experiență în funcții publice | Afiliere și aprobare | Afiliere și aprobare                                       | Note                                                       |
| ----------------------- | ------------------------------------------------ | --- | -------------------- | ---------------------------------------------------------- | ---------------------------------------------------------- |
| Cătălin Drulă           | 2 mai 1981 (44 ani) București                    | Deputat (2016-prezent) Ministrul Transporturilor și Infrastructurii (2020-2021)                                                                                   |                      | Uniunea Salvați România (USR)                              | Ipoteză: 27 mai 2025 Și-a exprimat intenția: 1 august 2025 |
| Vlad Gheorghe           | 22 februarie 1985 (40 ani) București             | Eurodeputat (2020-2024) |                      | Partidul Dreptate și Respect în Europa pentru Toți (DREPT) | Și-a exprimat intenția: 27 mai 2025                        |
| Anca Alexandrescu       | 1972 (53 ani) București                          | Jurnalistă la Realitatea Plus |                      | Independent                                                | Și-a exprimat intenția: 30 iulie 2025                      |
| Ciprian Ciucu           | 16 martie 1978 (47 ani) Pitești                  | Primarul sectorului 6 (2020-prezent) Președintele Agenției Naționale a Funcționarilor Publici (2019-2020) Consilier general al Municipiului București (2016-2019) |                      | Partidul Național Liberal (PNL)                            | Ipoteză: 12 iulie 2025                                     |
| Stelian Bujduveanu      | 2 iunie 1989 (36 ani) Constanța                  | Consilier general al Municipiului București (2016-2020) Viceprimar (2020-2025) Primar general interimar al Bucureștiului (2025-prezent)                           |                      | Partidul Național Liberal (PNL)                            | Ipoteză: 5 august 2025                                     |
| Gabriela Firea          | 13 iulie 1972 (53 ani) Bacău                     | Eurodeputat (2024-prezent) Ministru al Familiei și Egalității de Șanse (2021-2023) Senator (2012-2016; 2020-2024) Primar general al Bucureștiului (2016-2020)     |                      | Partidul Social Democrat (PSD)                             | Ipoteză: 11 august 2025                                    |
| Virgil Alexandru Zidaru | 1987 (38 ani) București                          | Consilier parlamentar (dec 2024 - mar 2025) |                      | S.O.S. România (SOS RO)                                    | Și-a exprimat intenția: 8 mai 2025                         |
| Gigi Nețoiu             | 1 august 1959 (66 ani) Poiana Mare, județul Dolj | Deputat (2012-2014) |                      | Independent                                                | Și-a exprimat intenția: 17 august 2025                     |

### Candidați care au respins posibila lor candidatură
| Nume                     | Născut/ă                              | Experiență în funcții publice                                                 | Afiliere și aprobare | Afiliere și aprobare           | Note                                 |
| ------------------------ | ------------------------------------- | ----------------------------------------------------------------------------- | -------------------- | ------------------------------ | ------------------------------------ |
| Daniel Băluță            | 14 ianuarie 1977 (48 ani) București   | Primarul sectorului 4 (2016-prezent)                                          |                      | Partidul Social Democrat (PSD) | A exclus posibilitatea: 1 iunie 2025 |
| Cristian Popescu Piedone | 15 februarie 1963 (62 ani), București⁠ | Primarul sectorului 5 (2020-2022 și 2023-2024) Președinte ANPC (feb-iul 2025) |                      | PUSL                           | A exclus posibilitatea: 23 mai 2025  |

### Primăria Municipiului București
| Sondaj | Data | Eșantion | Cătălin Drulă USR | Daniel Băluță PSD | Anca Alexandrescu Ind. | Ciprian Ciucu PNL | Cristian Popescu Piedone PUSL | Vlad Gheorghe DREPT | Ana Ciceală SENS | Octavian Berceanu Ind./REPER | Alt Candidat |      |      |      |    |
| ------ | ---- | -------- | ----------------- | ----------------- | ---------------------- | ----------------- | ----------------------------- | ------------------- | ---------------- | ---------------------------- | ------------ | ---- | ---- | ---- | -- |
| Sondaj | Data | Eșantion | INSOMAR           | 10-17 august 2025 | 1.071                  | 25,5%             | 19,2%                         | 17%                 | 16,1%            | 11,7%                        | Alt Candidat | 5,1% | 2,2% | 2,2% | 1% |

### Pariuri
Deși nu prezintă cote în sensul clasic al unei case de pariuri, platforma Polymarket a lansat un poll pentru aceste alegeri anticipate la scurt timp după alegerea fostului primar Nicușor Dan în funcția de Președinte, pe 21 mai. Printre cei mai bine cotați potențiali candidați se numără Cătălin Drulă, Ciprian Ciucu sau Gabriela Firea. Cea mai spectaculoasă modificare de cote s-a petrecut pe data de 31 iulie, după ce Cătălin Drulă a postat pe contul său de Facebook o fotografie în care discuta cu Nicușor Dan despre diverse proiecte de infrastructură ale Bucureștiului, iar actualul Președinte al României a comentat fotografia la scurt timp considerându-l pe Drulă drept "un candidat care îndeplinește profilul unui primar al Capitalei".
1. ↑  Roman, Mihai (19 mai 2025), EXCLUSIV Cine va fi primarul Bucureștiului după victoria la prezidențiale a lui Nicușor Dan. Numele vehiculate pentru candidatură la primăria Capitalei: Ciucu, Băluță, Drulă, Firea, Piedone și Vlad Gheorghe, G4Media.ro
2. ↑  Ioana Vochin (19 mai 2025), Candidatură-surpriză la Primăria Capitalei anunțată după victoria lui Nicușor Dan în alegerile prezidențiale. „Doresc să se continue munca pe care a început-o” - HotNews.ro, HotNews.ro
3. ↑  Alex Vlaicu (7 mai 2025), Influencerul Makaveli și-a anunțat candidatura la Primăria Capitalei, dacă Nicușor Dan ajunge președinte: „Nu e un pamflet”, adevarul.ro
4. ↑  Instagram, www.instagram.com
5. ↑  „Ana Ciceală va candida la Primăria Capitalei. Are susținerea a două partide - HotNews.ro”. 23 iulie 2025. Accesat în 23 iulie 2025.
6. ↑  „"Omul de încredere" al lui Nicușor Dan, interesat să candideze la Primăria București. "Aș spune că știu cu ce se mănâncă"” (în Romanian). www.antena3.ro. Accesat în 30 mai 2025.
7. ↑  „Apel la Nicușor Dan pentru a candida la alegerile prezidențiale - HotNews.ro”. 6 decembrie 2024. Accesat în 30 mai 2025.
8. ↑  „Ana Ciceală va candida la Primăria Capitalei. Are susținerea a două partide - HotNews.ro”. 23 iulie 2025. Accesat în 23 iulie 2025.
9. ↑  „Planeta Verde - Dan Trifu, candidat la PMB, la RFI: Bucureștiul nu trebuie să intre pe mâna intereselor de partid”. RFI. 26 mai 2025. Accesat în 23 iulie 2025.
10. ↑  „Octavian Berceanu, fostul șef al Gărzii Naționale de Mediu, candidează la Primăria Capitalei din partea REPER”. Știrile ProTV. Accesat în 23 iulie 2025.
11. ↑  Doscaș, Cătălin (3 august 2025). „Unul dintre cei mai bogați consilieri generali, fost viceprimar la Sectorul 2, candidează la Primăria Capitalei” (în engleză). Buletin de București. Accesat în 12 august 2025.
12. ↑  „Dominic Fritz anunță că USR va avea candidat la Primăria Capitalei. „Avem mai mulți oameni calificați, unul dintre ei e Cătălin Drulă"”. www.digi24.ro. 27 mai 2025. Accesat în 23 iulie 2025.
13. ↑  „Cătălin Drulă vrea să candideze la Primăria Capitalei. Vrea investiții în infrastructură și transport urban eficient”. www.digi24.ro. 1 august 2025. Accesat în 3 august 2025.
14. ↑  „"Omul de încredere" al lui Nicușor Dan, interesat să candideze la Primăria București. "Aș spune că știu cu ce se mănâncă"” (în Romanian). www.antena3.ro. Accesat în 23 iulie 2025.
15. ↑  „Cine ar putea candida la Primăria Capitalei. Ciprian Ciucu nu spune nu. Fritz îl vede pe Drulă candidatul comun PNL-USR” (în Romanian). www.antena3.ro. Accesat în 23 iulie 2025.
16. ↑  „Candidatura lui Cătălin Drulă la Primăria Capitalei, contestată în interiorul PNL. Ce candidat pregătește PSD?” (în Romanian). www.rfi.fr/ro. Accesat în 7 august 2025.
17. ↑  „Gabriela Firea ar putea candida din nou la Primăria Capitalei” (în Romanian). www.digi24.ro. Accesat în 12 august 2025.
18. ↑  Dinu, Ioana (7 mai 2025). „Influencerul Makaveli anunță că va candida la Primăria Capitalei: „Dacă Nicușor Dan pleacă, eu voi fi acolo"”. Libertatea. Accesat în 23 iulie 2025.
19. ↑  Popovici, Marian (16 august 2025). „Gigi Neţoiu candidează la Primăria București. În prima reacție îl atacă frontal pe Nicușor Dan: „Președintele României își desemnează public urmașii. Nu știam că suntem o monarhie!". Exclusiv”. Fanatik.ro. Accesat în 17 august 2025.
20. ↑  „Daniel Băluță: Cu siguranță nu voi candida la Primăria Capitalei”. www.digi24.ro. 1 iunie 2025. Accesat în 23 iulie 2025.
21. ↑  zonenews tv (23 mai 2025), Cristian Popescu Piedone - Nu candidez la Primăria Capitalei, poate în 2028, accesat în 17 august 2025
22. ↑  „Nicuşor Dan spune despre Cătălin Drulă că îndeplineşte profilul de Primar General al Capitalei”. RFI. 30 iulie 2025. Accesat în 17 august 2025.